# 圣马歇尔堂
圣马歇尔堂（Chiesa di S.Marziale）是一座罗马天主教教堂，位于意大利威尼斯的卡纳雷吉欧区。
教堂的历史可追溯至1133年。现在的教堂重建于1693-1714年，由彼得洛巴巴里戈委托，于1721年重新祝圣。堂内的艺术品包括:Antonio Vassilacchi的“复活”、Domenico Cresti、丁托列托和Giulia Lama的il Passignano。右边的第二个祭台画是“圣马歇尔与圣伯多禄和圣保禄”。圣体会堂（Scuola del Santissimo Sacramento）委托的祭台（1691-1704）由托马索鲁斯雕刻。他还雕刻精美的大理石正祭台“基督与圣徒和天使统治世界”。
天花板上的壁画是由塞巴斯蒂亚诺·里奇创作，描绘“圣母像抵达威尼斯”、“圣马歇尔的神化”、“Rustico 观察天使雕刻圣母雕像”以及“荣耀中的父神”。它曾经包含一幅提香的画作“托比亚斯和天使”，现在在果园圣母堂。

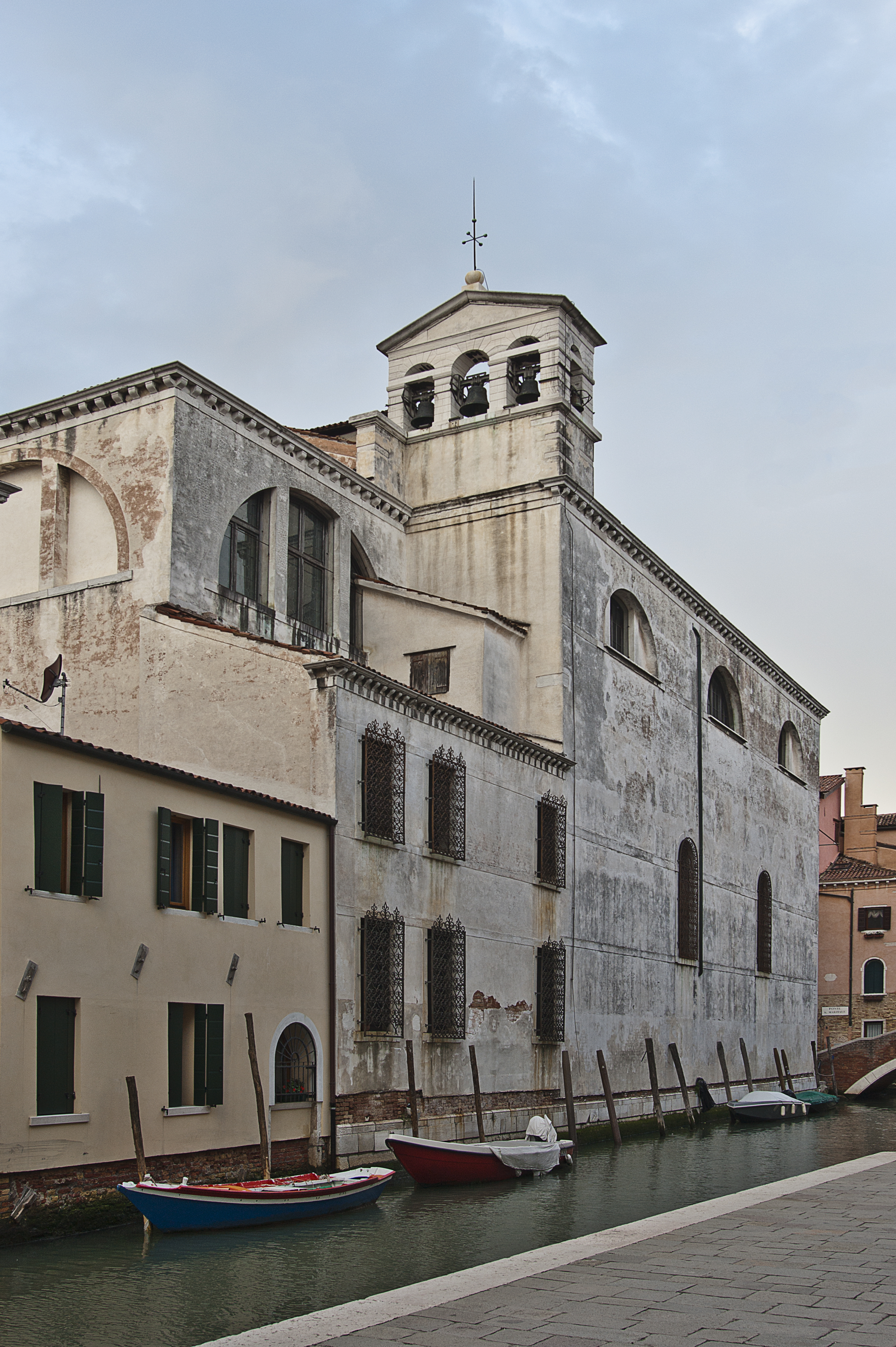
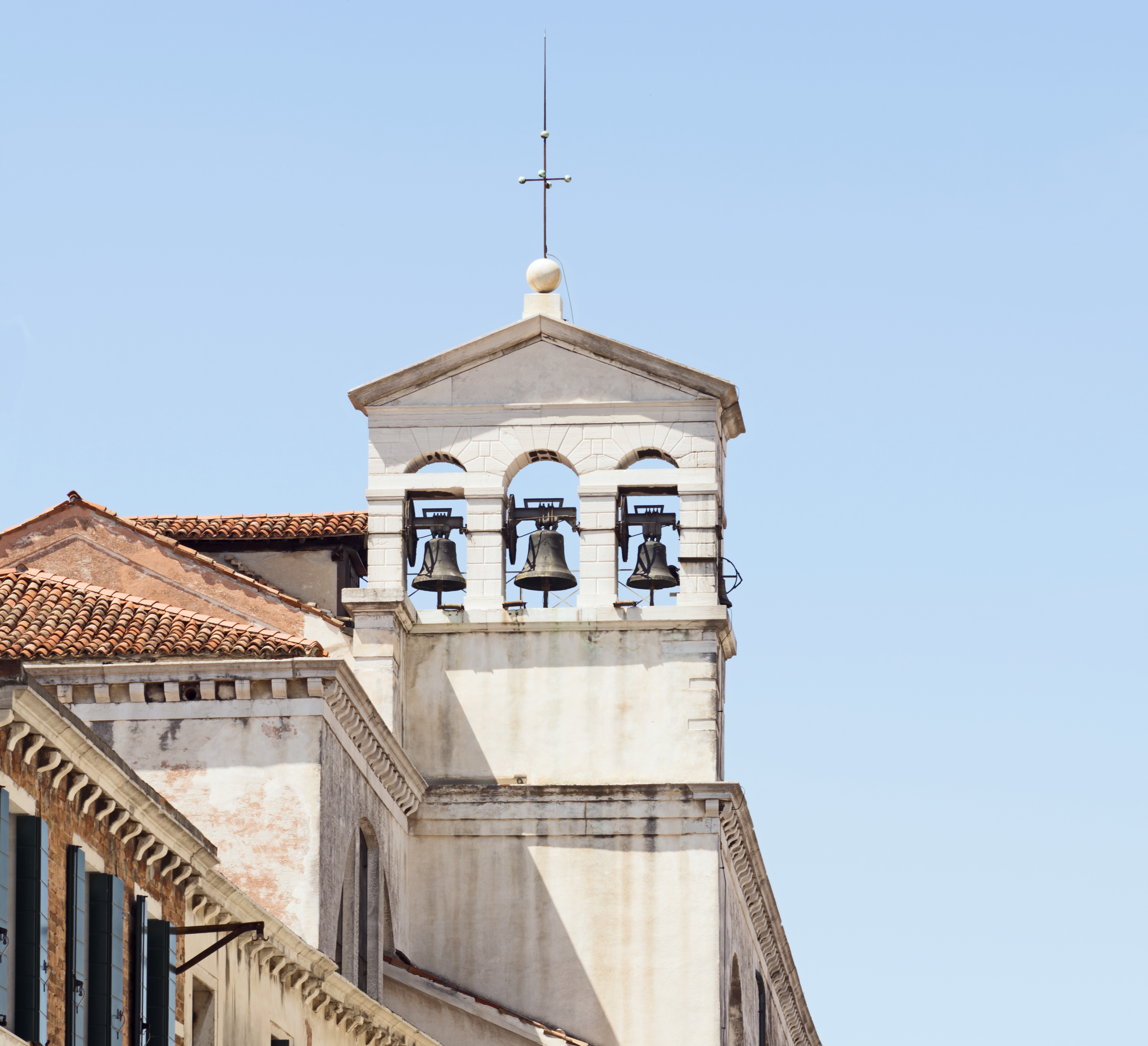
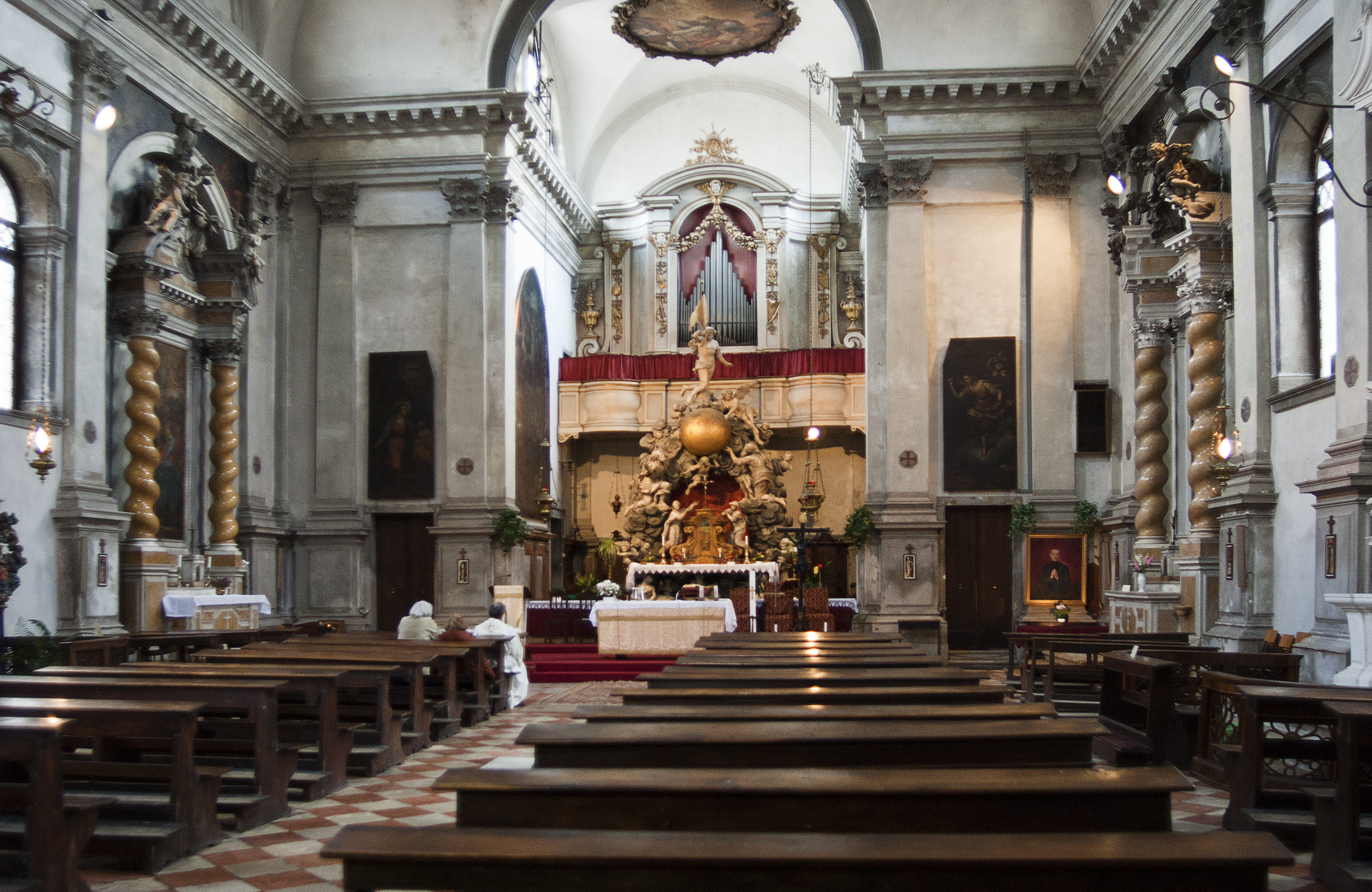